# Casa Llobet (Figueres)
La Casa Llobet és un edifici del municipi de Figueres (Alt Empordà) que forma part de l'Inventari del Patrimoni Arquitectònic de Catalunya.

## Descripció
És un edifici entre mitgeres situat al centre del poble, entre la Rambla de Figueres i la Plaça de l'Ajuntament. És un edifici de planta baixa, dos pisos i golfes, amb la planta baixa rehabilitada per a utilitzar-la com a local comercial. El primer i segon pis tenen les obertures emmarcades i amb una balconada correguda de ferro forjat, decorada al primer pis amb motius florals. Des del carrer podem veure els motius ceràmics que decoren la part inferior de la terrassa del segon pis, amb un color blau molt vistós. L'element més destacat de la façana són els esgrafiats amb decoració floral que hi ha entre el primer pis i la planta golfes, així com als costats de la façana, imitant carreus.